# (6368) Richardmenendez
(6368) Richardmenendez es un asteroide perteneciente al cinturón de asteroides, descubierto el 1 de septiembre de 1983 por Henri Debehogne  desde el observatorio de La Silla.

## Designación y nombre
Designado provisionalmente como 1983 RM3. Fue nombrado por Richard Menendez (n. 1957) quien ha enseñado astronomía en St. Louis Community College durante los últimos 14 años con su propio plan de estudios dirigido a conceptos e ideas para profesores de aula. Ha realizado más de 900 horas de astronomía de divulgación pública y ha sido miembro de la junta de la Sociedad Astronómica de St. Louis.

## Características orbitales
(6368) Richardmenendez está situado a una distancia media del Sol de 2,227 ua, pudiendo alejarse hasta 2,551 ua y acercarse hasta 1,903 ua. Su excentricidad es 0,145 y la inclinación orbital 6,747 grados. Emplea 1213,87 días en completar una órbita alrededor del Sol.

## Características físicas
La magnitud absoluta de (6368) Richardmenendez es 13,75. Tiene 4,416 km de diámetro y su albedo se estima en 0,429. 